# Inez Ohlsson
Inez Betzy Axelina Ohlsson, född 21 juli 1898 i Malmö, död 28 september 1993 i Lund, var en svensk psykiater.
Efter studentexamen i Malmö 1917 blev Ohlsson medicine kandidat 1921 och medicine licentiat 1926 i Lund. Hon var extra läkare vid Vänersborgs hospital 1926–27, vid Strängnäs hospital 1927–29, e.o. hospitalsläkare av första klassen vid Säters hospital 1929, assistentläkare vid lasarettet i Östhammar 1929, e.o. hospitalsläkare av andra klassen vid Säters hospital 1930–31, andre läkare vid Ulleråkers sjukhus i Uppsala 1931–32, extra läkare vid Lillhagens sjukhus i Göteborg 1932–35 samt blev förste läkare vid Sankta Maria sjukhus i Helsingborg 1935 och överläkare där 1950.